# Боннардель, Филипп
Филипп Боннардель (фр. Philippe Bonnardel; 28 июля 1899, XIX округ Парижа — 17 февраля 1953, XX округ Парижа) — французский футболист, полузащитник. Известен выступлениями, в частности, в составе клубов «Ред Стар», «Кевийи» и национальной сборной Франции. Трёхкратный обладатель Кубка Франции. Участник двух Олимпийских игр.

## Клубная карьера

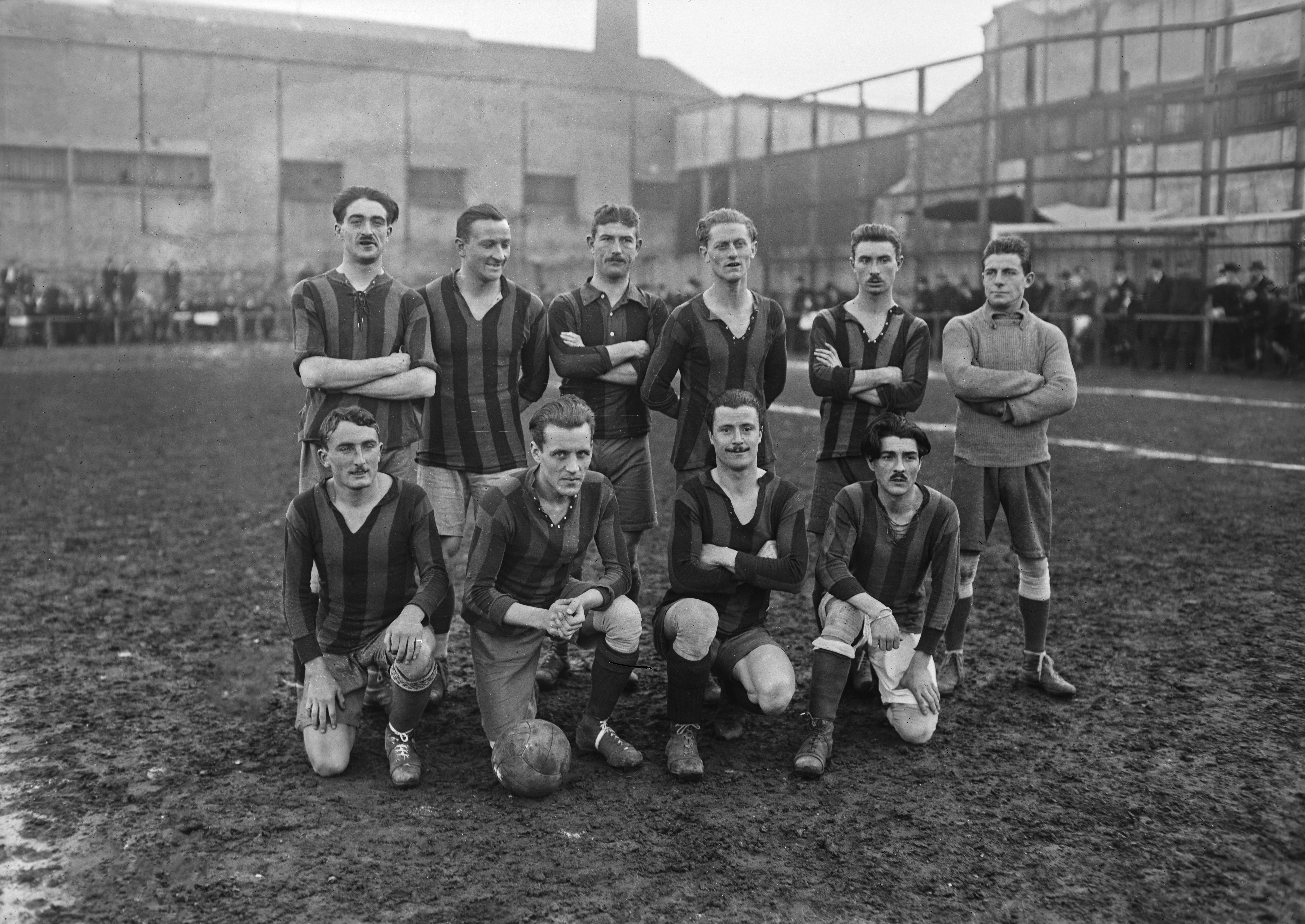
«Ред Стар» в 1920 году. Филипп Боннардель второй справа в верхнем ряду.

Начал футбольную карьеру в клубе «Галлия» (Париж). В 1920 году перешёл в команду «Ред Стар». Три года подряд побеждал с командой в Кубке Франции в 1921—1923 годах. Становился победителем чемпионата Парижа.
В 1925—1927 годах играл в клубе «Кевийи». В сезоне 1926/27 годов клуб вышел в финал национального кубка. Это достижение самое высокое в истории клуба, было повторено только раз в 2012 году. В финальном матче клуб «Кевийи» уступил «Марселю» со счётом 0:3. Боннардель был капитаном команды.
Заканчивал карьеру в клубе КАСЖ (Париж).

## Выступления за сборную
В феврале 1920 года дебютировал в официальном матче сборной Франции. Французы в гостях победили со счётом 2:0 сборную Швейцарии. Летом 1920 попал в состав сборной на Олимпийских играх в Брюсселе, но на поле не выходил. В мае 1921 играл в матче против любительской сборной Англии, завершившийся исторической победой со счётом 2:1.
Выступал на Олимпийских играх 1924 года, проходивших в Париже. Франция победила в 1/8 финала сборную Латвии (7:0), но уступила в четвертьфинальной игре сборной Уругвая (1:5), будущим победителем игр.
Всего в 1920—1927 годах сыграл за сборную 27 матчей.

## Достижения
- Обладатель Кубка Франции: (3)

«Ред Стар»: 1920/21, 1921/22, 1922/23
- Финалист Кубка Франции: (1)

«Кевийи»: 1927/28
- Победитель чемпионата Парижа: (2)

«Ред Стар»: 1922, 1924